# 咸宁核电站
咸宁核电站是一个位于中国湖北省咸宁市通山县大畈镇的核电站，目前正在建设中，原定2015年上線。在日本於2011年發生福岛第一核电站事故後，咸宁核电站項目於2012年被暫時叫停。此核电站计划安装4台1250兆瓦的AP1000压水堆机组。
2017年6月19日中廣核湖北分公司组织开展《咸宁核电项目中长期发展规划》和《咸宁核电厂一期工程前期造价控制方案》的培训宣讲。